# Carterée
Die Carterée, Carterie, war ein französisches Feld- und Flächenmaß und galt in der Region Marseille.
- 1 Carterée = 144 Dextres/Dertres  = 20,508 Ar
- 1 Carterée = 225 Quadrat-Paus
- Département Lot-et-Garonne: 1 Carterée = 6 Cartonnats = 36 Picotins = 432 Escats = 62208 Pieds carres d’Agen (Quadratfuß von Agen) = 69084,19 Pariser Quadrat-Fuß = 72,8981 Ar[1]